# Othmar Karas
Othmar Karas (ur. 24 grudnia 1957 w Ybbs) – austriacki polityk, z wykształcenia filozof, poseł do Parlamentu Europejskiego V, VI, VII, VIII i IX kadencji.

## Życiorys
W 1996 uzyskał magisterium z filozofii. Rok później ukończył studia ekonomiczne na Universität St. Gallen.
W latach 80. i 90. pracował w branży bankowej i ubezpieczeniowej, zajmując stanowiska kierownicze. W okresie 1976–1979 przewodniczył organizacji młodzieżowej Union Höherer Schüler, w latach 1980–1990 był pierwszym wiceprzewodniczącym zrzeszenia organizacji młodzieżowych Österreichischer Bundesjugendring. Od 1981 do 1990 kierował jednocześnie młodzieżówką Austriackiej Partii Ludowej.
W tym samym czasie wchodził także w skład władz krajowych ÖVP, w drugiej połowie lat 90. był sekretarzem generalnym tej partii. W latach 1980–1990 sprawował mandat posła do Rady Narodowej XVI i XVII kadencji. W 1995 został członkiem prezydium Europejskiej Partii Ludowej. Zaangażował się też w działalność krajowych organizacji humanitarnych, a także Österreichischer Arbeiter- und Angestelltenbund, organizacji pracowniczej działającej przy ÖVP.
W 1999, 2004, 2009, 2014 i 2019 był wybierany do Parlamentu Europejskiego. Objął m.in. funkcję wiceprzewodniczącego grupy chadeckiej.

## Życie prywatne
Żonaty z Christą Karas-Waldheim, córką Kurta Waldheima.